# Coleophora punica
Coleophora punica é uma espécie de mariposa do gênero Coleophora pertencente à família Coleophoridae.